# Helmuth Rudolph
Helmuth Rudolph (* 16. Oktober 1900 in Bünde-Ennigloh als Helmuth August Wilhelm Rudolf Arthur Heyn; † 16. März 1971 in München; auch als Helmut Rudolph oder Helmuth Rudolf geführt) war ein deutscher Schauspieler.

## Biografie
Der Sohn eines Bahnbeamten begann seine berufliche Laufbahn zwanzigjährig in Bremen. Weitere Verpflichtungen führten ihn u. a. nach Hannover, Nürnberg, Leipzig, Dresden, Danzig und schließlich Berlin, wo er an der Komödie und vor allem am Renaissance-Theater zu sehen gewesen war.
Zwischen 1934 und 1936 wirkte Rudolph, der bereits 1928 in einem Stummfilm aufgetreten war, auch mit einigen Nebenrollen in Kinofilmen mit, anschließend (bis 1944) konzentrierte sich der Wahl-Hamburger vor allem wieder auf seine Bühnentätigkeit (am Thalia Theater der Hansestadt). Bis in die ersten Nachkriegsjahre hinein setzte Rudolph seine Arbeit an der Hamburger Sprechbühne fort, trat nunmehr aber auch wieder verstärkt mit Rollen vor die Kamera. In den frühen 50er Jahren sah man Rudolph wieder an Berlins Renaissance-Theater aber auch am Theater am Kurfürstendamm. In der zweiten Hälfte der 50er Jahre ließ er sich in München nieder und wirkte an dortigen Bühnen (Kleine Komödie) sowie in anderen Städten im süddeutschen Raum (z. B. Stuttgarts Komödie im Marquardt). Gastspiele mit berühmten Kolleginnen wie Lil Dagover und Käthe Dorsch führten ihn u. a. in die Schweiz (Basel).
Helmuth Rudolph, der seit Beginn des Fernsehzeitalters in der Bundesrepublik (1953) auch in TV-Produktionen mitgewirkt hatte, darunter zuletzt (in den 60er Jahren) die ZDF-Krimireihe Das Kriminalmuseum und die ARD-Vorabendkrimiserie Hafenpolizei, war in erster Ehe mit der Schauspielerin Inge Meysel verheiratet. Er half der Tochter eines jüdischen Vaters maßgeblich, das Dritte Reich unbeschadet zu überstehen.

## Filmografie
- 1928: Das deutsche Lied
- 1934: Der letzte Walzer
- 1935: Königstiger
- 1935: Die letzte Fahrt der Santa Margareta
- 1936: Hummel - Hummel
- 1936: Dahinten in der Heide
- 1948: Affaire Blum
- 1948: Träum’ nicht, Annette!
- 1948: Blockierte Signale
- 1948: Liebe 47
- 1948: Die Andere
- 1949: Amico
- 1949: Der Bagnosträfling
- 1949: Liebe 47
- 1949: Verführte Hände
- 1949: Die wunderschöne Galathee
- 1950: Der Mann, der zweimal leben wollte
- 1950: Sensation im Savoy
- 1950: Die Nacht ohne Sünde
- 1950: Glück aus Ohio
- 1951: Eva im Frack
- 1951: Der Verlorene
- 1951: Engel im Abendkleid
- 1951: Die Dubarry
- 1951: Die Csardasfürstin
- 1952: Alle kann ich nicht heiraten
- 1952: Der Kampf der Tertia
- 1953: Dein Mund verspricht mir Liebe
- 1954: Bei Dir war es immer so schön
- 1954: Fräulein vom Amt
- 1954: Columbus entdeckt Krähwinkel
- 1955: Charleys Tante
- 1955: Teufel in Seide
- 1955: Alibi
- 1956: Mein Vater, der Schauspieler
- 1956: Anastasia, die letzte Zarentochter
- 1956: Das tapfere Schneiderlein
- 1957: Schön ist die Welt
- 1958: Wir Wunderkinder
- 1959: Der Andere (Durbridge-Mehrteiler)
- 1962: Die Feuertreppe (Fernsehfilm)
- 1963: Das Kriminalmuseum (Fernsehserie) – Die Fotokopie
- 1963: Hafenpolizei (Fernsehserie) – Der blaue Brief
- 1964: Slim Callaghan greift ein (Fernsehserie)
- 1965: Das Kriminalmuseum (Fernsehserie) – Die Mütze
- 1965: Das Kriminalmuseum (Fernsehserie) – Der Ring
- 1966: Der Mann aus Melbourne (Fernsehfilm)
- 1966: Der Mörderclub von Brooklyn
- 1966: Hafenpolizei – Die Schlankheitskur